# Acarospora versicolor
Acarospora versicolor är en lavart som beskrevs av Bagl. & Carestia. Acarospora versicolor ingår i släktet Acarospora och familjen Acarosporaceae.  Artens status i Sverige är: Ej påträffad. Inga underarter finns listade i Catalogue of Life.